# Porsche 906
Porsche 906 Carrera 6 Coupé — гоночний автомобіль німецької компанії Porsche, став першим автомобілем, розробленим Фердинандом Пієхом, молодим племінником Феррі Порше, і другим, після 904 GTS, гоночним автомобілем класу «делюкс».

## Опис
Корпус 906-го був встановлений на ультралегку трубчасту раму. Загальна висота автомобіля не перевищувала 98 см.
Конструкція двигуна була значно легшою за серійний варіант, внаслідок використання великої кількості магнієвих і алюмінієвих сплавів. При наявності системи запалювання з двома свічками на циліндр, ступеня стиснення 10,3, карбюраторів Weber 46IDA і спеціальної вихлопної системи, цей двигун виробляв потужність в 220 к.с. при 8000 об/хв і максимальний обертовий момент 145 Нм при 6000 об/хв.
Перший виступ 906-го відбувся в 1966 році на 24-годинних перегонах у Дайтоні, де темно-синя машина фінішувала шостою, пропустивши вперед команду Ford GT і одну Ferrari. Після цього пішли змагання на Sebring, Targa Florio і Le Mans.
В кінці 1960-х гоночні змагання проходили часто і з великим напруженням пристрастей, тому еволюція гоночних автомобілів Porsche більш ніж логічна. Так підвіска і гальма 904-ї моделі були використані в 906-й, раму якої модифікували для 910-ї. Потім з'явилася 907-а модель, яка була аеродинамічнішим варіантом 910-ї з тим же шести та восьмициліндровим двигуном і більш обтічною формою корпусу. Наступним кроком стала 908-а модель, розроблена на базі 907-ї з новим трьох літровим двигуном Flat-8.